# Okres Zlín
Okres Zlín (deutsch Bezirk Zlin) ist der zentrale Bezirk des Zlínský kraj in Tschechien und gleichzeitig mit 1034 km² der größte. Von den 192.333 Einwohnern (Stand 1. Januar 2023) leben knapp drei Viertel in Städten.
Ein Drittel der Erwerbstätigen sind in der Industrie untergebracht, die Landwirtschaft ist vernachlässigbar. Die durchschnittliche Arbeitslosenquote entspricht ungefähr dem Durchschnitt in Tschechien.
In der Region treffen drei ethnographische Gebiete aufeinander. Das fruchtbare Haná, das gastfreundliche Slovácko und das malerische aber auch raue Valašsko, insgesamt ein interessantes Gebiet für Wanderungen und zur Erholung und Genesung.
- Die Kurstadt Luhačovice wird von Gesundheitsbewussten aus ganz Europa besucht.
- Ein Kurort mit einem Golfplatz ist Kostelec.
- Das Zentrum ist die Stadt Zlín, der Tomáš Baťa eine unternehmerische Seele und architektonische Gebäude hinterließ und in der jährlich Filmfestspiele sowie Autorennen stattfinden.
- Erholungssuchende finden malerische Landschaften in den Weißen Karpaten (Bílé Karpaty), einem von der UNESCO ausgerufenen Naturreservat.

Die 170.000 Besucher im Jahr finden Unterkunft in einem der 179 Beherbergungsbetriebe.

## Städte und Gemeinden
Bělov (Bielow) – Biskupice (Biskupitz) – Bohuslavice nad Vláří (Bohuslawitz) – Bohuslavice u Zlína (Buslawitz) – Bratřejov (Bratrejow) – Brumov-Bylnice – Březnice (Bresnitz) – Březová (Birkenwald) – Březůvky (Bresuwek) – Dešná (Deschna) – Dobrkovice (Dobrkowitz) – Dolní Lhota (Unterlhotta) – Doubravy (Dubraw) – Drnovice (Drnowitz) – Držková (Drschkow) – Fryšták (Freystadtl) – Halenkovice (Allenkowitz) – Haluzice (Hallusitz) – Horní Lhota (Oberlhota) – Hostišová (Hostischau) – Hrobice (Hrobitz) – Hřivínův Újezd – Hvozdná (Hwozdna) – Jasenná (Jassena) – Jestřabí (Jastraby) – Kaňovice (Kaniowitz) – Karlovice (Karlowitz)- Kašava (Kaschawa) – Kelníky (Kelnik) – Komárov (Komarow) – Křekov (Krzekow) – Lhota (Groß Lhotta) – Lhotsko – Lípa (Lippa) – Lipová (Lippowa) – Loučka (Lauczka) – Ludkovice (Lutkowitz) – Luhačovice (Luhatschowitz) – Lukov (Groß Lukowetz) – Lukoveček (Klein Lukowetz) – Lutonina (Luttonina) – Machová (Machowa) – Mysločovice (Misloczowitz) – Napajedla (Napagedl) – Návojná (Nawoina) – Nedašov (Nedaschow) – Nedašova Lhota – Neubuz (Neobusa) – Oldřichovice (Ondrzechowitz) – Ostrata – Otrokovice (Ottrokowitz) – Petrůvka (Petruwka) – Podhradí (Podhrady) – Podkopná Lhota – Pohořelice – Poteč (Potesch) – Pozlovice (Poslowitz) – Provodov (Prowodow) – Racková (Ratzkowa) – Rokytnice (Roketnitz) – Rudimov (Rudimow) – Sazovice (Sazowitz) – Sehradice (Sehraditz) – Slavičín (Slawitschin) – Slopné (Slopna) – Slušovice (Sluschowitz) – Spytihněv (Spittinau) – Šanov (Schanow) – Šarovy (Scharow) – Štítná nad Vláří-Popov (Stittna) – Študlov – Tečovice (Tetschowitz) – Tichov (Zichaw) – Tlumačov (Tlumatschau) – Trnava – Ublo – Újezd – Valašské Klobouky – Valašské Příkazy – Velký Ořechov – Veselá – Vizovice (Wisowitz) – Vlachova Lhota – Vlachovice (Wlachowitz) – Vlčková – Všemina (Wschemin) – Vysoké Pole (Wisokopole) – Zádveřice-Raková (Zadwerzitz) – Zlín (Zlin) – Želechovice nad Dřevnicí (Zelechowitz) – Žlutava (Zuttaw)
Mit Beginn des Jahres 2021 kamen aus dem Okres Vsetín die Gemeinden Študlov  und Valašské Příkazy hinzu. 